# 应斯文
应斯文（Sven Englund），瑞典学者。化学硕士，物理学博士。现任林雪平大学物理、化学与生物学系研究员，主要从事从事固态物理、材料物理和材料化学方面的研究。

## 被中国驱逐出境
曾在复旦大学学习中文，因发布对胡锦涛的公开信，批评中国无民主、无言论自由，呼吁网民参加闪电集会，被中国当局驱逐出境，罪名是“妨害社会管理”。
第一封公开信发布于2011年4月8日，内容大致是说因为中国不是民主和自由国家，按性质应更名为“中华共产党国”。第二封信发布于同年6月18日，批评中共掩盖历史，比如“毛泽东”、“刘少奇”、“文化大革命”、“六四事件”等话题，并要求公开历史真相。第三封公开信，发布于同年在6月27日，表示他对中国艺术家艾未未的欣赏，认为其行为是推动中国言论自由，并表示愿意效仿艾未未，准备于建党90周年当天的下午5点，在上海外滩举行“快闪活动”，他呼吁网友前往参加，参加时身上写上“自由”二字，甚至在自己的中文博客上幽默地邀请胡锦涛来参加。